# 豊通マテリアル
豊通マテリアル株式会社（英: TOYOTA TSUSHO MATERIAL INCORPORATED ）は、愛知県名古屋市中村区名駅4丁目に本社を置く、豊田通商グループの金属系専門商社。

## 沿革
- 1999年5月 - 豊田通商非鉄金属部から分社化、豊通非鉄販売株式会社設立。
- 2000年12月 - ISO 14001認証を取得。
- 2002年10月 - 大阪支店を開設。
- 2004年4月 - 豊田通商鉄鋼原料部から業務移管を受け、豊通マテリアル株式会社に商号変更。
- 2006年11月 - 大阪支店がISO 14001認証を取得。
- 2008年 4月 - 九州支店を開設。
- 2009年12月 - 東北営業所を開設。
- 2012年6月 - 資本金を1億円に増資。
- 2013年4月 - 東京支店開設（品川フロントビル）。
- 2015年
  - 6月 - 資本金を5億円に増資。
  - 8月 - 北海道営業所を開設。
- 2016年
  - 4月 - 豊田通商より会社分割（業務移管）を受ける。それに伴い新潟営業所、北陸営業所、広島営業所を開設。社名（英語）を「TOYOTA TSUSHO MATERIAL INCORPORATED」に変更。
  - 10月 - シンフォニー豊田ビルに本社を移転。
- 2017年4月 - 豊通レアアースを吸収合併[3]。
- 2019年6月 - 株式会社メタルドゥへ追加出資（33.4％）し、関連会社化
- 2022年4月 - 資本金9.8 億円に増資。グリーンメタルズ株式会社、グリーンメタルズ北海道株式会社を子会社化

## 事業内容
- 非鉄リサイクル部…アルミ、銅、マグネシウム、ニッケル等、非鉄金属の資源調達リサイクル
- 非鉄製品部…地球規模のネットワークを駆使した非鉄製品および部品の調達・提案
- 鉄鋼原料部…鉄スクラップのリサイクル事業や国内外の鉄鋼、鋳物メーカーへの合金鉄の販売

## 事業所
- 本社

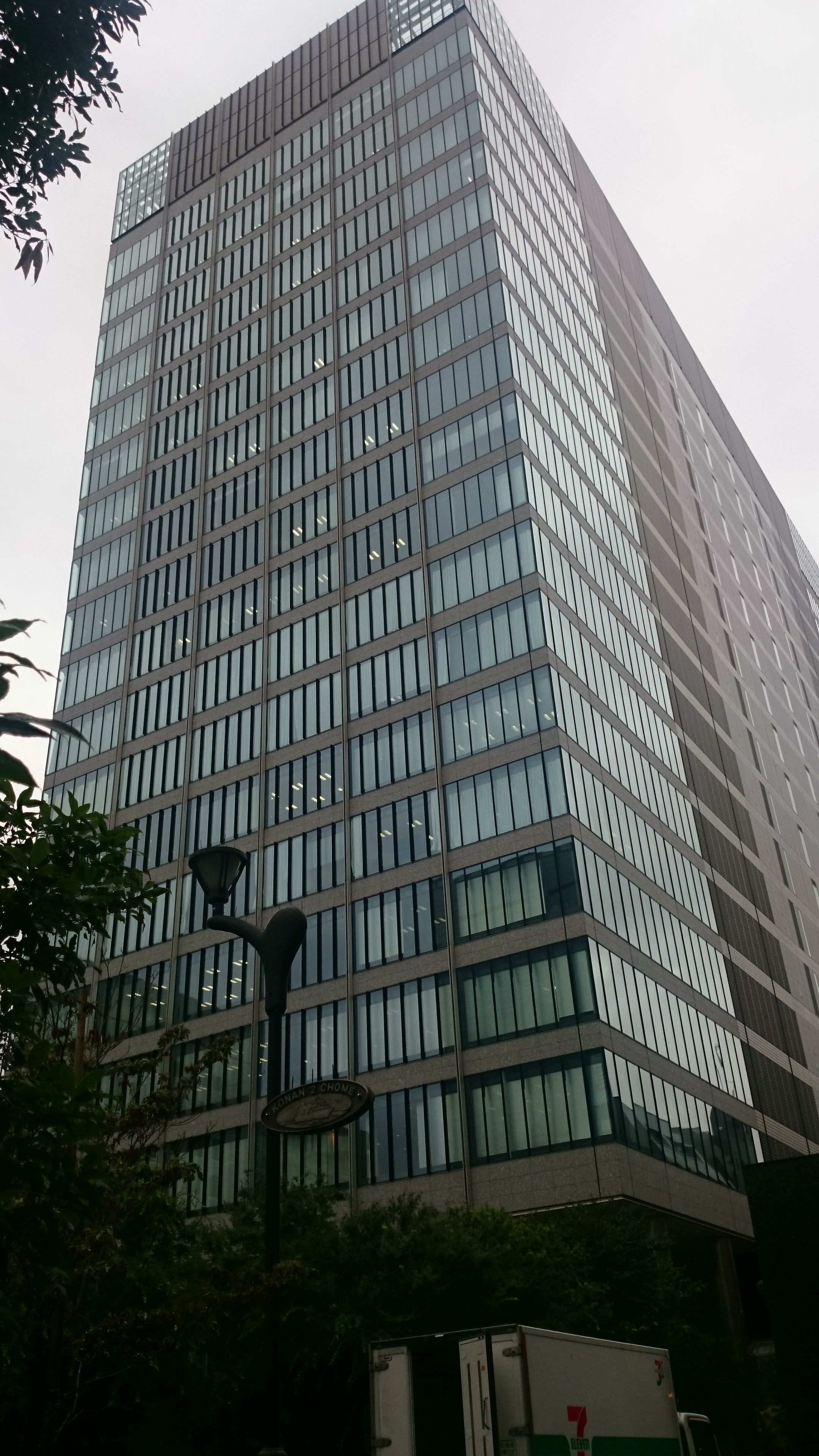
18階に東京支店が入居している（品川フロントビル）

  - 〒450-0002 愛知県名古屋市中村区名駅四丁目11番27号 シンフォニー豊田ビル14階
- 東京支店
  - 〒108-0075 東京都港区港南2丁目3番13号 品川フロントビル18階（豊田通商株式会社 東京本社内）
- 大阪支店
  - 〒542-0081 大阪府大阪市中央区南船場4丁目3番11号 大阪豊田ビル8階（豊田通商株式会社 大阪支店内）
- 九州支店
  - 〒812-0011 福岡県福岡市博多区博多駅前1-2-5 紙与博多ビル8階（豊田通商株式会社 九州支店内）
- 東北支店
  - 〒980-0021 宮城県仙台市青葉区中央3-2-1 青葉通プラザ14階（豊田通商株式会社　東北支店内）
- 北陸支店
  - 〒930-0004 富山県富山市桜橋通り2-25 第一生命ビル6F
- 北海道営業所
  - 〒059-1373 北海道苫小牧市真砂町41-4（豊通スメルティングテクノロジー株式会社 北海道工場内）
- 新潟営業所
  - 〒950-0088 新潟県新潟市中央区万代4-4-27 メットライフ新潟テレコムビル10F
- 広島営業所
  - 〒730-0051 広島県広島市中区大手町2-11-2 グランドビル大手町10F
- 苅田分室
  - 〒800-0304 福岡県京都郡苅田町鳥越町9-2（豊通スメルティングテクノロジー株式会社 苅田工場内）
- 中津分室
  - 〒879-0121 大分県中津市大字諸田字浜307-1（豊田通商株式会社中津分室内）
- 田原分室 
  - 〒441-3401 愛知県田原市緑が浜2号1番地25（豊通スメルティングテクノロジー株式会社 本社・田原工場内）